# Torsten Berg
Per Torsten Berg, född 29 juli 1853 i Rogslösa socken, död 14 maj 1926 i Saltsjöbaden, var en svensk bergsingenjör och uppfinnare.
Torsten Berg var son till Anders Berg. Han genomgick 1872–1874 tekniska elementarskolan i Norrköping och utexaminerades 1878 från Tekniska högskolans avdelning för bergsmekanik. Berg flyttade därefter 1879 till USA där han anställdes vid Carnegie Steel & Co. i Pittsburgh. Han arbetade först som valsverksarbetare, sedan som konstruktör och ritare vid Edgar Thomsons Steel Works och 1899–1902 som överingenjör vid Homestead Steel Works. Under sin tid som överingenjör gjorde han flera arbetsbesparande uppfinningar som infördes vid stålverket, bland annat en vattenkyld varmblästerventil för masugnar, en krantång för stora göt, en drivmekanism för rörliga riktbord, en manövermaskin för götgroparnas lock, en automatisk matning för gasgeneratorer i ugnar för kontinuerlig drift. Vid Homesteadverken införde han även användning av elektriska motorer som hjälpmaskiner. För sina insatser inom amerikansk stålindustri promoverades han till filosofie hedersdoktor vid Augustana College och blev hedersledamot av The American Society of Swedish Engineers. 1902 flyttade Berg tillbaka till Sverige och slog sig ned i Stockholm som teknisk representant i Europa för United States Steel Co. Berg blev 1909 amerikansk vice generalkonsul och var 1915–1926 vice konsul. Åren 1905–1922 var han styrelseledamot i ASEA, 1907–1914 i Fagersta bruks AB och 1913–1926 i Oxelösunds järnverk. En tid var han vice ordförande i Sverige-Amerika Stiftelsen. Berg är begravd på Norra begravningsplatsen utanför Stockholm.